# Uggiate con Ronago
Uggiate con Ronago ist eine italienische Gemeinde (comune) in der Provinz Como, Region Lombardei mit etwa 6800 Einwohnern.

## Lage und Einwohner
Die Gemeinde Uggiate con Ronago liegt rund 16 Kilometer westnordwestlich von der ProvinzhauptstadtComo, unmittelbar an der Grenze zur Schweiz. Die Gemeinde setzt sich aus den Fraktionen Canova, Fornace, Mulini, Romazzana, Ronago, Somazzo, Trevano und Uggiate zusammen.
Die Nachbargemeinden sind Albiolo, Bizzarone, Chiasso (CH-TI), Colverde, Faloppio, Novazzano (CH-TI) und Valmorea.

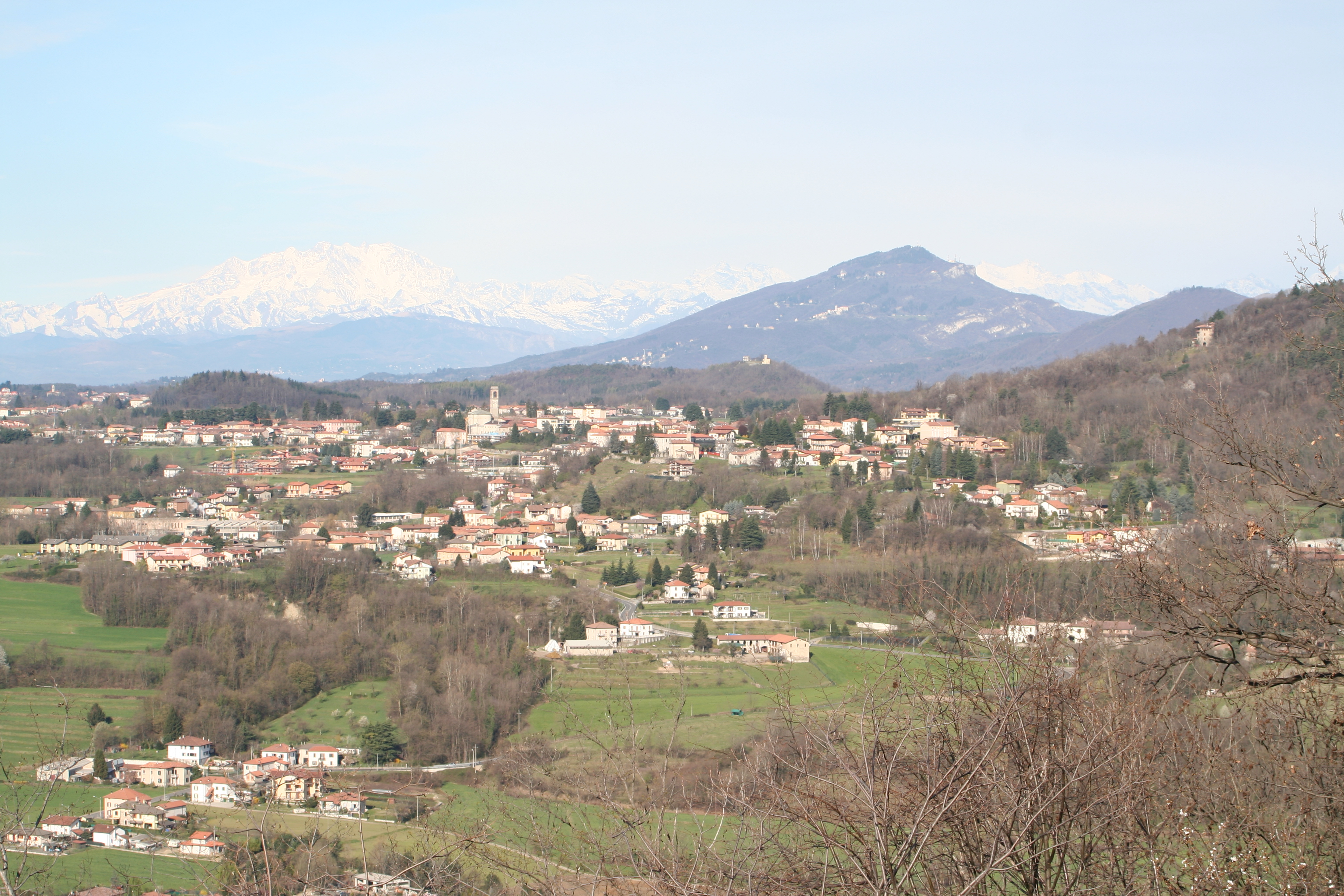
Fraktionen Uggiate und Trevano

## Geschichte
Die Gemeinde entstand am 1. Januar 2024 durch den Zusammenschluss der Gemeinden Uggiate-Trevano und Ronago.